# Camponotus bruchi
Camponotus bruchi é uma espécie de inseto do gênero Camponotus, pertencente à família Formicidae.

## Subespécies
- C. b. bruchi
- C. b. lysistrata
- C. b. titicacensis